# اچ‌ام‌اس رنوین (۱۸۹۵)
اچ‌ام‌اس رنوین (۱۸۹۵) (به انگلیسی: HMS Renown (1895)) یک کشتی بود که طول آن ۴۱۲ فوت ۳ اینچ (۱۲۵٫۷ متر) بود. این کشتی در سال ۱۸۹۵ ساخته شد.